# Goede Herderkerk (Helmond)
De Goede Herderkerk is een voormalig rooms-katholiek kerkgebouw Helmond, aan de Geysendorfferstraat aldaar.
Het gebouw, ontworpen door C. van Gemert, werd in 1960 gebouwd. Oorspronkelijk was het een clubhuis, maar er werd ook weleens een kerkdienst in gehouden. Einde jaren 60 van de 20e eeuw werd het een parochiekerk. Omstreeks 2000 vond nog een restauratie plaats, maar in 2011 werd het gebouw, niet lang na het 50-jarig bestaansfeest ervan, aan de eredienst onttrokken. Sinds 2012 is er een wijkcentrum in het gebouw gevestigd.
Het betreft een laag en sober, bakstenen gebouw onder plat dak. Voor het gebouw is, uit profielstaal, een klokkenstoel opgetrokken, waar de kerkgangers onderdoor moesten lopen om de kerkingang te bereiken.